# Rodrigo Solano
Rodrigo Solano, auch bekannt unter den Spitznamen El Oso (dt. Der Bär) bzw. El Osito (Das Bärchen), ist ein ehemaliger costa-ricanischer Fußballspieler auf der Position eines Stürmers.

## Laufbahn
Solano kam Ende 1945 nach Mexiko, wo er bis Ende 1949 bei Atlas Guadalajara unter Vertrag stand, mit dem er in seiner ersten Saison 1945/46 den mexikanischen Pokalwettbewerb gewann. Im Pokalfinale erzielte Solano den entscheidenden Treffer zum 5:4-Endstand gegen den CF Atlante.
In den vier Jahren, in denen Solano für die Rojinegros spielte, erzielte er insgesamt 47 Tore in der höchsten mexikanischen Spielklasse. Sein in dieser Hinsicht erfolgreichstes Spiel war der historisch hohe 9:2-Sieg am 31. Oktober 1946 gegen den heutigen Rekordmeister Club América, zu dem er vier Treffer beisteuerte. In seiner persönlich erfolgreichsten Saison 1947/48 war er 16 Mal erfolgreich.
1950 wechselte Solano zum Stadtrivalen Club Deportivo Oro, für den er insgesamt fünf Tore in der höchsten Spielklasse Mexikos erzielte.
Die Spielzeiten 1951/52 und 1952/53 verbrachte Solano beim CD Zacatepec, für den er insgesamt sechs Treffer in Ligaspielen erzielte.